# Maurice Duruflé
Maurice Duruflé (Louviers, Eure; 11 de enero de 1902 - Louveciennes, 16 de junio de 1986) fue un compositor y organista francés.

## Trayectoria

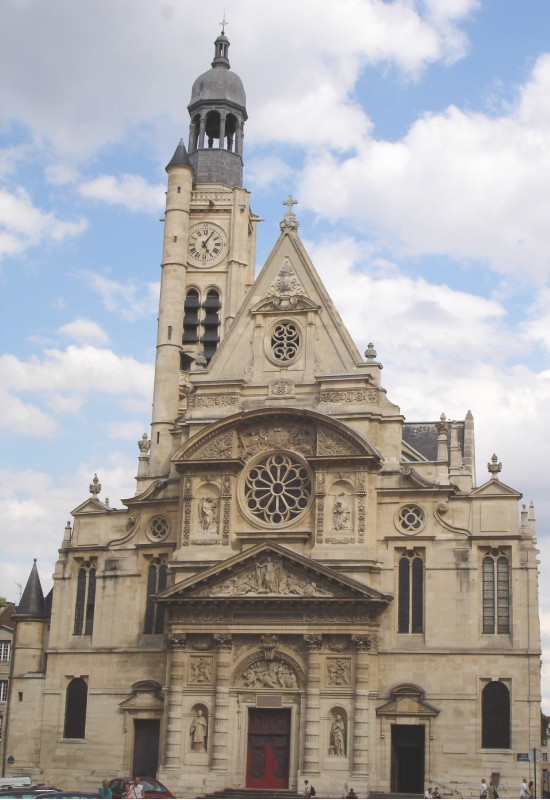
Saint Etienne-du-Mont, donde fue organista desde 1930 hasta 1975.

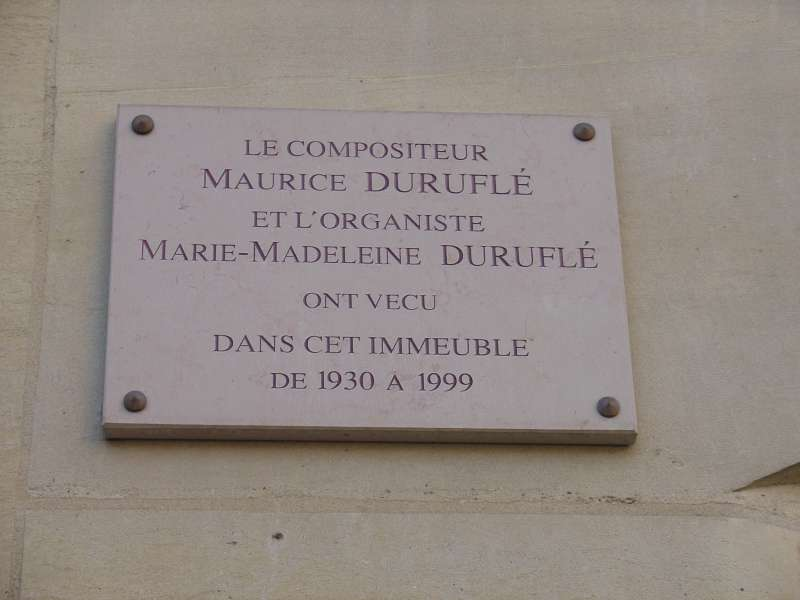
Plaza en la Place de Panthéon 6, de París, donde vivió el matrimonio Duruflé desde 1930 hasta 1999.

De niño, frecuentó la escuela de coristas de la Catedral de Ruan para estudiar allí canto coral, piano y órgano. A los 17 años, partió a París para estudiar órgano con Charles Tournemire, de quien fue asistente en la Iglesia de Santa Clotilde de París. En 1920, a los 18 años, ingresó en el Conservatorio de París. Estudió composición con Charles-Marie Widor y con Paul Dukas, armonía con Jean Gallon, fuga con Georges Caussade y órgano con Eugène Gigout. Por razones desconocidas, años más tarde mantendría sus diferencias con Gigout, pero al final de su vida le describiría lacónicamente como «un excelente hombre, y punto, es todo».
Entre 1922 y 1928, ganó varios premios en el Conservatorio: en 1922, el 1º de órgano; en 1924, el 1º de armonía; en 1926, el 1º de acompañamiento pianístico; en 1927, el 2º de composición; en 1928, el 1º de fuga y el 1º de composición. En 1927, fue nombrado asistente de Louis Vierne en la Catedral de Nuestra Señora de París, hasta 1937. Vierne deseaba vivamente que Duruflé le sucediera, pero las autoridades, descontentas con Vierne, nombraron a su muerte a Léonce de Saint-Martin, organista competente pero no sobresaliente. Sea como fuere, Duruflé estuvo al lado de Vierne en el pupitre de Notre Dame cuando éste falleció súbitamente durante su recital en la catedral.[cita requerida]
En 1929, Duruflé ganó el premio para órgano e improvisación de los «Amis de l'orgue», en la Iglesia de la Etoile de París, y al año siguiente, también de los «Amis de l'orgue», el premio de composición. Ese mismo año 1930, fue nombrado organista titular de la Iglesia de Saint-Étienne-du-Mont, de París. Su opus 3 Prelude, Recitatif et Variations, para flauta, viola y piano, fue estrenado por Marcel Moyse, Maurice Vieux y Jean Doyen.[cita requerida]
En 1939, estrenó como organista, y bajo la dirección de Roger Désormière, el Concerto pour orgue, de Francis Poulenc. A partir de 1942, fue asistente de Marcel Dupré en la clase de órgano del Conservatorio. En 1943, fue nombrado profesor de composición, puesto que desempeñaría hasta 1970.[cita requerida]
En 1947, publicó su obra más conocida, el Réquiem Opus 9, para coro, solistas y orquesta, que estrenó Paul Paray. El Réquiem presenta similitudes con el de Gabriel Fauré, pero también está muy influido por el canto gregoriano y por la música del Renacimiento. Por ejemplo, el tema de la obertura en el Introit-Kyrie está emparentado con la Missa pro defunctis, de Duarte Lobo. La pieza ha sido revisada en dos ocasiones, y existen actualmente tres versiones: una para orquesta sinfónica, una para orquesta sola y una última con órgano (que comprende un solo obligado para violonchelo en el Pie Jesu). Otra obra suya, su misa Cum Jubilo, también tiene tres versiones.
La organista de concierto Marie-Madeleine Chevalier fue nombrada su asistente en Saint-Étienne-du-Mont de París en 1947, y seis años más tarde, el 15 de septiembre de 1953, se casó con ella, a los 51 años, en la misma iglesia en la que ambos tocaban.
En 1954, fue nombrado «Caballero de la Légion de Honor»; en 1958, Caballero de las Artes y las Letras, y en 1961, «Comendador de la Orden de San Gregorio El Grande». En 1964, realizó una gira por los Estados Unidos, con varias interpretaciones del Requiem, con su mujer al órgano y él como director. En 1966, es nombrado «Oficial de la Legión de Honor» y «Oficial de las Artes y las Letras». Al año siguiente, en 1969, también «Oficial de la Orden Nacional del Mérito».
Dejó de tocar en 1975, después de un grave accidente de coche en el que también resultó herida su mujer, y desde entonces permaneció recluido la mayor parte del tiempo en su apartamento. Compuso poco, y su última obra se publicó en 1977, Notre-Père pour 4 voix mixtes, dedicado «à Marie-Madeleine Duruflé». Murió a los 84 años, el 16 de junio de 1986, en una clínica de Louveciennes.[cita requerida]

## Premios
- 1954 - Chevalier de la Légion d'Honneur.
- 1958 - Chevalier des Arts et Lettres
- 1961 - Commandeur de la orden de Saint-Grégoire-le-Grand.
- 1966 - Officier de la Légion d'Honneur.
- 1968 - Officier des Arts et Lettres.
- 1969 - Officier de l'Ordre National du Mérite.

| Año  | Premio         | Obra                  | Categoría                            | Resultado | Ref.  |
| ---- | -------------- | --------------------- | ------------------------------------ | --------- | ----- |
| 2020 | Premios Grammy | Complete Choral Works | Mejor interpretación coral           | Ganador   | [ 1 ] |
| 2020 | Premios Grammy | Complete Choral Works | Producción del año en música clásica | Nominada  | [ 1 ] |

## Catálogo de obras
| Año     | Opus        | Obra | Tipo de obra                |
| ------- | ----------- | --- | --------------------------- |
| 1926    | Opus 02     | Scherzo, para órgano. | Música de órgano            |
| 1927-43 | Opus 01     | Triptyque opus 1: Fantaisie sur des thèmes grégoriens (inédita). | Música de piano             |
| 1928    | Opus 03     | Prélude, Récitatif et Variations, para flauta, viola y piano. | Música de cámara            |
| 1930    | Opus 04     | Prélude, Adagio et Choral varié sur le Veni Creator, para órgano. | Música de órgano            |
| 1932    | Opus 05     | Suite opus 5 [Prélude - Sicilienne - Toccata], para órgano. | Música de órgano            |
| 1932    | Opus 06     | Trois Danses [Divertissement - Danse lente - Tambourin]. | Música orquestal            |
| 1932    | Opus 06a    | Trois Danses opus 6 (transcritas por Duruflé para piano a 4 manos y para dos pianos). | Música de piano             |
| 1940    | Opus 08     | Andante et Scherzo | Música orquestal            |
| 1942    | Opus 07     | Prélude et Fuge sur le nom d'Alain, para órgano. | Música de órgano            |
| 1947    | Opus 09     | Requiem, para solistas, coros, orquesta y órgano [Versión con órgano, 1948 - con orquesta, 1950 - con orquesta reducida, 1961 - con orquesta reducida y cors, 1970]. | Música coral (orquesta)     |
| 1947    | Opus 09a    | Transcripción de Duruflé: Requiem opus 9, para voz y piano. | Transcripciones             |
| 1953    |             | Hommage à Jean Gallon (extraído de la obra «64 devoirs d'harmonie». Homenaje colectivo dedicado a Jean Gallon). | Música de cámara            |
| 1960    | Opus 10     | Quatre Motets sur des Thèmes Grégoriens, para coro [Ubi caritas et amor - Tota pulchra es - Tu es Petrus - Tantum ergo]. | Música coral (capella)      |
| 1961    | Opus s/n.   | Tambourin, para piano (extraído de «Trois Danses pour orchestre») | Música de piano             |
| 1961    | Opus 13     | Prélude sur l'Introït de l'Epiphanie, para órgano. | Música de órgano            |
| 1962    | Opus 12     | Fugue sur de la Cathédrale de Soissons, para órgano. | Música de órgano            |
| 1966    | Opus 11     | Messe Cum Jubilo, para barítono solo, coro de barítonos y orquesta (Versión con órgano, 1967 - con orquesta, 1970 - orquesta reducida, 1972). | Música coral (orquesta)     |
| 1964    | Opus posth. | Méditation (obra póstuma), para órgano. | Música de órgano            |
| 1977    | Opus 14     | Notre Père, para 4 voces mixtas. | Música coral (capella)      |
| (s.d.)  | Opus 05a    | Sicilienne de la Suite opus 5 para pequeña orquesta (flauta, oboe, clarinete, basson, Cor y quinteto de cuerda) (inédita). | Música orquestal            |
| (s.d.)  | Opus s/n    | Lecture à vue, para órgano (inédita). | Música de órgano            |
| (s.d.)  | Opus s/n.   | Fugue, para órgano (inédita). | Música de órgano            |
| (s.d.)  | Opus s/n.   | Lux aeterna, para órgano (inédita). | Música de órgano            |
| 1930-31 | Opus s/n.   | Transcripción de Tournemire: Cinq Improvisations para órgano (Iglesia de santa Clotilde, París, 1930/31, reconstruidas por Duruflé) [I. Petite rapsodie improvisée - II. Cantilène improvisée - III. Improvisation sur le "Te Deum" - IV. Fantaisie-Improvisation sur l'"Ave maris stella" - V. Choral-Improvisation sur le "Victimae paschali"]. | Transcripción para órgano   |
| 1942-45 | Opus s/n.   | Orquestación de Bach: Quatre Chorals pour orgue, (Viens Sauveur des Païens - Réjouissez-vous bien aimés Chrétiens BWV 734 - O Innocent Agneau de Dieu BWV 656 - En toi est la joie BWV 615). | Transcripción para orquesta |
| 1943    | Opus s/n.   | Orquestación de Vierne: Soirs étrangers opus 56, pour violoncelle et piano (Grenade - Sur le Léman - Venise - Steppe canadien - Poisson chinois). | Transcripción para orquesta |
| 1943    | Opus s/n.   | Orquestación de Vierne: Ballade du désespéré opus 61, Poème lyrique pour chant et orchestre. | Transcripciones             |
| 1952    | Opus s/n.   | Arreglo de Bach: Deux Chorals de Cantatas BWV 22 und 147 , para órgano. | Transcripción para órgano   |
| 1954    | Opus s/n.   | Reconstrucción de Vierne Trois Improvisations para órgano (Notre-Dame-de-París, noviembre de 1928) (Marche épiscopale - Méditation - Cortège). | Transcripción para órgano   |
| (s.d.)  | Opus s/n.   | Transcripción de Fauré: Prélude de Pelléas et Mélisande, para órgano. | Transcripción para órgano   |
| (s.d.)  | Opus s/n.   | Transcripción de Schumann: Lamentation , para órgano. | Transcripción para órgano   |